# Troy Scribner
Pour les articles homonymes, voir Scribner.
Troy Alex Scribner (né le 2 juillet 1991 à Washington, Connecticut, États-Unis) est un ancien lanceur droitier de la Ligue majeure de baseball.

## Carrière
Jamais repêché, Troy Scribner signe son premier contrat professionnel en juin 2013 avec les Astros de Houston. Il joue trois saisons, de 2013 à 2015, en ligues mineures avec des clubs affiliés aux Astros, puis son contrat est racheté par les Angels de Los Angeles le 26 mars 2016.
Habituellement lanceur partant dans les ligues mineures, Troy Scribner fait ses débuts dans le baseball majeur comme lanceur de relève pour les Angels de Los Angeles le 29 juillet 2017. Il accorde un coup de circuit à Miguel Montero à sa première manche de travail, mais traverse 3 manches, retirant notamment les 7 derniers frappeurs à lui faire face pour mériter la victoire contre les Blue Jays de Toronto.